# Двойной рай (песня)
Двойной рай — песня украинской певицы Тины Кароль, выпущенная 28 октября 2021 года. Является лид-синглом мини-альбома «Двойной рай»

## Описание
Новая видеоработа на сингл «Двойной рай» — это романтический триллер. Обращаясь к киноэстетике «нулевых», Тина Кароль эпатирует смелой сменой имиджа. Теперь она яркая блондинка с пистолетом в руках, её мишень — ревность.
“Двойной рай посвящён человеку и отношениям, от которых оба уже свободны. Я посвящаю новый альбом своей свободе”, — Тина Кароль
“Моё вдохновение — это порыв воплотить романтизм в музыке. Я вновь много пишу, даря поклонникам романтику, вокал и своё понимание мироздания”, — Тина Кароль
Композиция «Двойной рай» написана Тиной Кароль в соавторстве с Аркадием Александровым.

## Видео
Режиссёром видеоклипа, выступила Алина Симоненко:
“Было невероятно работать с музой, где каждая пластика движения и игра — это воплощение искусства. Хрупкая девушка, в которой неимоверная сила — то, что я всегда вижу в Тине”, — говорит Алина Симоненко.
«Двойной рай» — это аллюзия к кинохиту двухтысячных «Её звали Никита». Быть на равных с фантастическим вокалом Тины смог бы только первоклассный кинообраз", — говорит режиссёр.

## Продвижение
10 ноября 2021 года Тина Кароль прибыла в Казахстан для промо-поддержки своего нового альбома «Двойной рай», который третью неделю подряд лидирует в стриминг-чартах 11 стран. Поп-дива дала ряд интервью центральным телеканалам и радиостанциям.
16 ноября 2021 года Тина прилетела в Грузию, Тбилиси в поддержку своего нового альбома «Двойной рай», певица выступила на шоу «Танцы со звёздами (Грузия)», а также дала ряд интервью центральным каналам и радиостанциям.

## Стиль
Стилист Ольга Ревуцкая подчеркнула концепцию скрытой сексуальности исключительно образами total black: короткое чёрное платье от David Koma, роскошное платье в пол Сен-Лоран, и главный образ клипа — винтажный чёрный наряд Gucci, созданный Томом Фордом для этого бренда в 1998 году.
“Опасная сексуальность и магнетическая меланхолия в клипе «Двойной рай» — это чёткий рисунок стиля эпохи двухтысячных. В работе мы использовали винтажные луки для достоверной аутентичности”, — говорит Ольга.

## История релиза
| Регион | Дата           | Формат                         | Версия  | Лейбл                 | Прим.  |
| ------ | -------------- | ------------------------------ | ------- | --------------------- | ------ |
| Мир    | 28 ноября 2021 | Цифровая дистрибуция, стриминг | русская | Самостоятельный релиз | [ 9 ]  |
| СНГ    | 28 ноября 2021 | Радиоротация                   | русская | Самостоятельный релиз | [ 10 ] |